# Monasterioguren
Monasterioguren est un village ou contrée faisant partie de la municipalité de Vitoria-Gasteiz dans la province d'Alava dans la Communauté autonome basque.
Monasterioguren signifie aux abords du monastère en basque
Gurena est un terme archaïque de l'euskara qui signifie beau et qui peut être traduit comme beau monastère.
Monasterioguren se situe au sud-est de la ville de Vitoria-Gasteiz.
Ses festivités patronales se tiennent le 29 juin pour la San Pedro.

## Voir également
- Liste des municipalités d'Alava